# Tye Ruotolo
Tye Ruotolo (22 de enero de 2003) es un grappler de sumisión y cinturón negro en jiu-jitsu brasileño que actualmente compite en la categoría de peso mediano de ONE Championship. Siendo un competidor junto a su hermano gemelo Kade desde los 3 años, Ruotolo es un campeón mundial de la IBJJF como cinturón marrón. En el ADCC 2019, Ruotolo de 16 años fue el competidor más joven en participar y además llegó hasta las semifinales donde consiguió el cuarto puesto. Luego de haber sido promovido a cinturón negro en diciembre de 2021, Ruotolo se convirtió en campeón de dos visiones de Who's Number One (WNO), medallista de oro en los Campeonatos Mundiales de Jiu-Jitsu de 2022, tras la descalificación por doping de Mica Galvao y medallista de bronce en el ADCC 2022.

## Carrera competitiva

### ONE Championship
El 20 de mayo de 2022, Ruotolo enfrentó a Garry Tonon en ONE 157 en su debut en la promoción. Ganó la pelea por sumisión (D'arce choke) en 97 segundos. Esta victoria lo hizo merecedor de su primer premio de Actuación de la Noche.
En el ADCC 2022, Ruotolo compitió en la división absoluta, donde derrotó a Pedro Marinho y Felipe Pena, antes de perder ante Nicholas Meregali por decisión de los jueces. Ruotolo obtuvo la medalla de bronce luego de que Cyborg Abreu se retirara del combate por la medalla de bronce por razones médicas.
El 23 de diciembre de 2022, Ruotolo enfrentó al ex-Campeón Mundial de Peso Pluma de ONE, Marat Gafurov en un combate de submission grappling en 180 lbs en ONE on Prime Video 5. Ruotolo ganó la pelea por sumisión (wrist lock). Esta victoria lo hizo merecedor de su segundo premio de Actuación de la Noche.
Ruotolo enfrentó al Campeón Mundial de Peso Mediano de ONE Reinier de Ridder en una combate grappling de peso mediano el 5 de mayo de 2023, en ONE Fight Night 10. Ganó la pelea por decisión unánime.
Ruotolo compitió en el Campeonato Mundial de la IBJJF de 2023 el 3 y 4 de junio. Ganó la medalla de bronce en la división de peso mediano.

## Carrera de artes marciales mixtas
Ruotolo anunció su intención de transicionar a artes marciales mixtas a principios de 2023, y el contrato firmado para competir en grappling en ONE Championship también incluía peleas de MMA. Tye y su hermano Kade anunciaron que harían sus debuts profesionales en MMA antes de terminar el 2023.

## Linaje de instrucción
Kano Jigoro → Tomita Tsunejiro → Mitsuyo "Conde Koma" Maeda → Carlos Gracie Sr. → Hélio Gracie → Rolls Gracie → Romero "Jacare" Cavalcanti → Alexandre Paiva → Fernando "Tererê" Augusto →  André Galvao →  Tye Ruotolo

## Campeonatos y logros
- ONE Championship
  - Actuación de la Noche (Dos veces) vs. Garry Tonon y Marat Gafurov[4][7]
- International Brazilian Jiu-Jitsu Federation (IBJJF)[15]
  - Campeonato Mundial de la IBJJF (2022)[16]
  - Campeonato Mundial de la IBJJF (cinturón marrón 2021, cinturón marrón 2019)[16]
  - Campeonato Europeo de la IBJJF (2019)

## Récord en grappling de sumisión
| Récord profesional | Récord profesional | Récord profesional |
| 44 peleas          | 34 victorias       | 10 derrotas        |
| ------------------ | ------------------ | ------------------ |
| Sumisión           | 14                 | 2                  |
| Decisión           | 20                 | 8                  |

| Resultado | Récord | Oponente           | Método                      | Evento                                           | División | Tipo | Fecha                    | Localización              |
| --------- | ------ | ------------------ | --------------------------- | ------------------------------------------------ | -------- | ---- | ------------------------ | ------------------------- |
| Victoria  | 34–10  | Izaak Michell      | Sumisión (rear-naked choke) | ONE Fight Night 21                               | –185 lbs | Gi   | 5 de abril de 2024       | Bangkok, Tailandia        |
| Victoria  | 31–10  | Reinier de Ridder  | Decisión (unánime)          | ONE Fight Night 10                               | –205 lbs | Nogi | 5 de mayo de 2023        | Broomfield, Colorado      |
| Victoria  | 30–10  | Marat Gafurov      | Sumisión (wristlock)        | ONE on Prime Video 5                             | –180 lbs | Nogi | 2 de diciembre de 2022   | Pásay, Manila             |
| Victoria  | 29–10  | Roberto Abreu      | Retiro                      | ADCC 2022                                        | Absoluto | Nogi | 18 de septiembre de 2022 | Las Vegas, NV             |
| Derrota   | 28–10  | Nicholas Meregali  | Decisión                    | ADCC 2022                                        | Absoluto | Nogi | 18 de septiembre de 2022 | Las Vegas, NV             |
| Victoria  | 28–9   | Felipe Pena        | Puntos                      | ADCC 2022                                        | Absoluto | Nogi | 18 de septiembre de 2022 | Las Vegas, NV             |
| Victoria  | 27–9   | Pedro Marinho      | Sumisión (choke)            | ADCC 2022                                        | Absoluto | Nogi | 17 de septiembre de 2022 | Las Vegas, NV             |
| Derrota   | 26–9   | Josh Hinger        | Puntos                      | ADCC 2022                                        | –88 kg   | Nogi | 17 de septiembre de 2022 | Las Vegas, NV             |
| Derrota   | 26–8   | Mica Galvão        | Puntos (2–0)                | 2022 IBJJF World Jiu Jitsu Championship          | –168 lbs | Gi   | 5 de junio de 2022       | Long Beach, California    |
| Victoria  | 26–7   | Lucas Valente      | Puntos (4–0)                | 2022 IBJJF World Jiu Jitsu Championship          | –168 lbs | Gi   | 5 de junio de 2022       | Long Beach, California    |
| Victoria  | 25–7   | Levi Jones-Leary   | Puntos (8–0)                | 2022 IBJJF World Jiu Jitsu Championship          | –168 lbs | Gi   | 5 de junio de 2022       | Long Beach, California    |
| Victoria  | 24–7   | Johnatha Alves     | Puntos (4–2)                | 2022 IBJJF World Jiu Jitsu Championship          | –168 lbs | Gi   | 5 de junio de 2022       | Long Beach, California    |
| Victoria  | 23–7   | Garry Tonon        | Sumisión (D'arce choke)     | ONE 157                                          | –170 lbs | Nogi | 20 de mayo de 2022       | Kallang                   |
| Victoria  | 22–7   | Levi Jones-Leary   | Sumisión (kneebar)          | Tezos WNO: Craig Jones vs Pedro Marinho          | –170 lbs | Nogi | 21 de enero de 2022      | Dallas, TX                |
| Victoria  | 21–7   | Nick Ronan         | Decisión                    | Grapple Fest 10                                  | –170 lbs | Nogi | 20 de noviembre de 2021  | Liverpool                 |
| Victoria  | 20–7   | Mica Galvão        | Decisión (dividida)         | 2021 FloGrappling WNO Championship               | –185 lbs | Nogi | 25 de septiembre de 2021 | Austin, TX                |
| Victoria  | 19–7   | Dante Leon         | Sumisión (guillotine choke) | 2021 FloGrappling WNO Championship               | –185 lbs | Nogi | 25 de septiembre de 2021 | Austin, TX                |
| Victoria  | 18–7   | Johnny Tama        | Sumisión (D'arce choke)     | 2021 FloGrappling WNO Championship               | –185 lbs | Nogi | 25 de septiembre de 2021 | Austin, TX                |
| Derrota   | 17–7   | Craig Jones        | Decisión (unánime)          | WNO: Jones vs Ruotolo                            | –200 lbs | Nogi | 18 de junio de 2021      | Austin, TX                |
| Victoria  | 17–6   | William Tackett    | Decisión                    | Who's #1: Lovato Jr. vs. Burns                   | –185 lbs | Nogi | 30 de abril de 2021      | Austin, TX                |
| Victoria  | 16–6   | Kody Steele        | Sumisión (inside heel hook) | WNO: Kaynan Duarte vs Rodolfo Vieira             | –170 lbs | Nogi | 11 de diciembre de 2020  | Austin, TX                |
| Derrota   | 15–6   | Roberto Jiménez    | Decisión (golden score)     | Third Coast Grappling: KUMITE V                  | –170 lbs | Nogi | 8 de agosto de 2020      | Dallas, TX                |
| Victoria  | 15–5   | Renato Canuto      | Decisión                    | Third Coast Grappling: KUMITE V                  | –170 lbs | Nogi | 8 de agosto de 2020      | Dallas, TX                |
| Victoria  | 14–5   | Oliver Taza        | OT Takedown                 | Third Coast Grappling: KUMITE V                  | –170 lbs | Nogi | 8 de agosto de 2020      | Dallas, TX                |
| Derrota   | 13–5   | Roberto Jiménez    | Decisión (golden score)     | Third Coast Grappling: KUMITE III                | –180 lbs | Nogi | 27 de junio de 2020      | Dallas, TX                |
| Victoria  | 13–4   | Nicky Ryan         | Decisión (unánime)          | WNO: Gordon Ryan vs Kyle Boehm                   | –170 lbs | Nogi | 5 de junio de 2020       | Dallas, TX                |
| Derrota   | 12–4   | Dante Leon         | Decisión                    | Grapple Fest 8                                   | –176 lbs | Nogi | 29 de febrero de 2020    | Liverpool                 |
| Victoria  | 12–3   | Jhonathan Pessanha | Decisión                    | WNO: Nicholas Meregali vs Victor Hugo            | –77 kg   | Nogi | 7 de febrero de 2020     | Costa Mesa, CA            |
| Derrota   | 11–3   | Ethan Crelinsten   | Sumisión                    | 2018 ADCC North American Trials                  | –66 kg   | Nogi | 11 de noviembre de 2018  | Municipio de Berkeley, NJ |
| Victoria  | 11–2   | Adam Benayoun      | Decisión                    | 2018 ADCC North American Trials                  | –66 kg   | Nogi | 11 de noviembre de 2018  | Municipio de Berkeley, NJ |
| Victoria  | 10–2   | Robert Diggle      | Puntos (5–0)                | 2018 ADCC North American Trials                  | –66 kg   | Nogi | 11 de noviembre de 2018  | Municipio de Berkeley, NJ |
| Victoria  | 9–2    | Juan Rosales       | Sumisión                    | 2018 ADCC North American Trials                  | –66 kg   | Nogi | 11 de noviembre de 2018  | Municipio de Berkeley, NJ |
| Victoria  | 8–2    | William Reda       | Sumisión (rear-naked choke) | 2017 5 Super League Lightweight Pro Invitational | –66 kg   | Gi   | 15 de julio de 2017      | Bandera de Estados Unidos |